# 関京戦
関京戦（かんきょうせん）とは、関西学院大学と京都大学のアメリカンフットボールでの対戦である。両校とも関西学生アメリカンフットボールリーグDIVISION.1に所属している。
京大側から京関戦（けいかんせん）と呼ばれることもある。

## 沿革

### 黎明期
関西学院大学アメリカンフットボール部（鎧球倶楽部）は、1941年関西で三番目に創部された。京都大学アメリカンフットボール部は1947年に関西で四番目に創部された。1947年の秋季リーグ戦において、記念すべき初の関京戦が阪急西宮球場で実現し、関学が38-0で京大に勝利した。

### 関学黄金期
1949年は関学と京大が初めて優勝を争った年であった。1948年に関大と両校優勝しながら、甲子園ボウルに出場出来なかった関学と創部3年目の京大が下馬評を覆して第2節（当時は4校のリーグ戦）に全勝で対決した。関学は主力の故障が響き苦戦を強いられたが、4Qに逆転し19-13で勝利し、初の甲子園ボウル出場を勝ち取った。関学は同年慶應を下して甲子園ボウル初優勝を達成すると、以降リーグ戦で連勝を続ける。1951年に米田満が監督（関学高等部・中等部の監督を兼任）に就任し、甲子園ボウル4連覇（1953-1956）、6年間リーグ戦無失点(1955-1960)等リーグ史上に残る数々の偉業を達成する。一方で京都大学は、創部3年目の快進撃以降、部員不足から低迷し1957年にはリーグ戦棄権に追い込まれる。以降も低迷が続くが、1965年にコーチに就任した水野彌一が徐々にチームの成績を浮上させる。

### 関学の連勝ストップ
1971年にコーチの水野彌一がコロラド鉱山大学に留学し、金氏眞がヘッドコーチに就任する。金氏は、オプション攻撃を導入し、京大隆盛の基礎を築く。1973年の関京戦は、京大がトリプルオプションを初めて実戦に使用して17-0で完封負けを喫したものの、リーグ戦無敵だった関学が京大をライバル視するようになる。1974年に米国留学から帰国した水野彌一が監督に昇格。京大はQB宅田裕彦を中心としたIフォーメーションからのトリプルオプションで1976年の関京戦に臨み、遂に21-0で関学に勝利し、関学のリーグ戦連勝記録を145でストップさせた。しかし、京大はトリプルオプションを温存した関大戦に敗れており、関学・京大が6勝1敗で両校優勝となった。甲子園ボウル出場をかけたプレーオフは万博記念競技場で行われ、関学武田建監督のオプション対策が功を奏して関学が13-0で勝利し、京大の甲子園ボウル初出場はならなかった。

### 涙の日生球場
翌1977年には、遂に最終節全勝対決の関京戦が実現する。テレビ中継の都合上小雨降る日生球場で行われた対戦は、春の西日本選手権で京大が35-0で圧勝しており、京大が圧倒的有利と言われていた。試合は前半京大が14-7とリードするが、関学も追いすがり4Qに関学が2PTコンバージョンを決め22-21と逆転し、そのまま勝利した（関学29-21京大）。この関京戦は「涙の日生球場」として語り継がれている。京大を振り切った関学は同年甲子園ボウル5連覇の大偉業を達成。関学は1979年に同志社と、1980年に近大と甲子園ボウル出場をかけたプレーオフを戦い勝利し、連続優勝記録は34にまで更新された。

### 関京2強時代
関学の連続優勝記録を止めたのは京大であった。1978年に総監督に退いた水野彌一（監督は笹原明雄）は、1980年に監督に復帰。1981年から監督に専任する。そして、1982年には全勝対決での関京戦を17-7で制して京大の2回目の優勝、初の甲子園ボウル出場を決める。一方、関学は甲子園ボウル連続出場記録が33(1949-1981)、リーグ戦連続優勝記録が34(1948-1981)でストップした。翌1983年にも全勝対決での関京戦を制して京大がリーグ戦を2連覇する。京大は同年日大を下して甲子園ボウル初優勝、翌年のライスボウルもレナウンを下して初優勝する。結局1980年代のリーグ戦は、1982-1983・1986-1987が京大、1984-1985･1988-1989が関学と交互に連続優勝し、関京2強時代を印象付けた。
- 1982年　第7節　京大17- 7関学　長居陸上競技場
- 1983年　第7節　京大30-28関学　尼崎市立記念公園陸上競技場
- 1984年　第7節　関学14- 3京大　長居陸上競技場
- 1985年　第6節　関学20-18京大　神戸総合運動公園ユニバー記念競技場
- 1986年　第7節　京大35- 7関学　長居陸上競技場
- 1987年　第7節　京大24-14関学　万博記念競技場
- 1988年　第7節　関学17-12京大　万博記念競技場
- 1989年　第7節　関学 3- 3京大　阪神甲子園球場

### 関京立3強時代
1990年代に入ると立命館大学が台頭する。1990年には、立命に関学・京大とも敗戦するが、立命が神戸に敗戦し近大に引き分けたため、京大が6勝1敗で優勝した。また、この年関学は2勝4敗1分で6位に低迷する。翌1991年には、関学と京大が6勝1敗で両校優勝。41,000人の観客を集め阪急西宮スタジアムで行われたプレーオフは関学が勝利する。翌1992年には京大は神戸大に敗戦、関学は立命に敗戦して１敗同士で関京戦を戦った。下馬評は関学有利であったが、京大QB金岡の獅子奮迅の活躍で京大が初のリーグ戦3連覇を決めた。1993年には全勝で関学が優勝するが、立命戦は22-20の辛勝であった（京大も26-22で立命に僅差で勝利）。
1994年第5節で立命と対戦した京大が15-6で敗戦し、第6節で対戦した関学は17-13で立命に逆転負けを喫し、立命の初優勝が決まる。最終節立命は京産大戦に勝利して初の甲子園ボウル出場を決め、一方ではリーグ優勝が掛からない関京戦が行われた（京大が勝利）。ここに関京2強時代は終焉を迎え、関京立3強時代が始まる。以降、リーグ戦の優勝争いは1994-1996年は京大対立命（京立戦）、1997-2000年は関学対立命（関立戦）を中心に展開されるが、関学・京大の底力は凄まじく、立命の甲子園ボウル出場は1994年・1998年の2回に留まる。また、1996年の関京戦は京大有利の下馬評を覆して関学が勝利。リーグ史上初の関学・京大・立命の3校のプレーオフに突入した。プレーオフでは京大が決勝で立命を下して甲子園ボウル出場を決めたが、プレーオフでの関京戦は実現しなかった。
- 1990年　第4節　京大28- 3関学　阪急西宮球場
- 1991年　第4節　京大14-16関学　阪急西宮球場
- 1991年プレーオフ関学30-23京大　阪急西宮球場
- 1992年　第7節　京大21-10関学　西宮スタジアム
- 1993年　第7節　関学24-14京大　西宮スタジアム
- 1994年　第7節　京大21- 0関学　西宮スタジアム
- 1995年　第6節　京大18- 0関学　西宮スタジアム
- 1996年　第6節　関学21- 6京大　西宮スタジアム
- 1997年　第6節　関学20 -3京大　西宮スタジアム
- 1998年　第6節　京大21- 7関学　西宮スタジアム
- 1999年　第5節　関学24- 0京大　西宮スタジアム
- 2000年　第6節　関学45-14京大　西宮スタジアム

### 2001年以降
- 2001年　第7節　関学34-13京大　西宮スタジアム

2001年、1994年以来7年振りに最終節での関京戦が実現した。第6節で立命との全勝対決に勝利した関学と第5節で立命に完封負けを喫した京大の対決は、京大が勝てば1996年以来の3校プレーオフであったが、リーグ戦20連勝中だった関学が34-13で圧勝し3年連続のリーグ全勝優勝を決めた。
- 2002年　第6節　関学14-6京大　西宮スタジアム

前節京大は立命との全勝対決に完敗、関学は近大に残り1秒から逆転のTDを決められ敗戦し、1敗同士の関京戦となった。負けた方が優勝の目が消える戦いは両校守備が踏ん張りロースコアの戦いとなった。関学は残り5秒で時間消費をせずにTDを奪い突き放し勝利した。京大は1999年以降関学に勝利出来ず、翌2002年も関学に敗戦し秋の関京戦4連敗となった。
- 2003年　第6節　京大16-7関学　神戸ウイングスタジアム※

京大は2002年同様立命に完敗、関学は第2節に関大に敗れ、第6節に4勝1敗同士で対戦した。京大は立命戦では完全に封じられたラン攻撃で関学守備陣を圧倒。京大が関学を5年振りに下した。
- 2004年　第6節　京大17-13関学　西京極陸上競技場

2003年からホーム&アウェイ制度を導入した関係で、1969年以来35年ぶりに西京極陸上競技場で秋季リーグ戦における関京戦が開催された。関学は前節の関立戦を総力戦で制し、3年ぶりの優勝に王手を掛けていた。一方の京大は、第3節の関大戦に競り負けると、第4節の同志社戦に完敗し、第5節の近大戦にも競り負け3連敗。優勝はおろか関京戦に負けると入替戦出場の可能性が高かった。関学は1QにQB河野からWR五百川へのロングパスがTDとなり先制、更に前半2本のFGを追加し13-0とリードする。後半も最初の京大の攻撃は封じられるが、パントリターンした関学の選手がファンブルロストし敵陣11ヤードからの攻撃を得る。このチャンスをRB池上のTDで得点すると流れは一気に京大へ。1回生QB宮下からWR鋤崎へのTDパスが決まり逆転し、最後は関学の攻撃をゴール前で凌いで京大が関学に勝利した。関学は次節近大戦で勝利し立命と両校優勝となるが、プレーオフで敗れ甲子園ボウル出場はならなかった。また、京大は関京戦勝利で入替戦出場回避を決定したもの、3勝4敗で負け越した。
- 2005年　第6節　関学23- 6京大　神戸総合運動公園ユニバー記念競技場

全勝の関学が地力を発揮し、神戸・立命に敗れ2敗の京大に完勝した。関学は全勝で最終節の関立戦に挑んだが惜敗し優勝を逃がした。京大は最終節の関大戦も完敗し2年連続で3勝4敗と負け越した。
- 2006年　第3節　関学36-10京大　西京極陸上競技場
- 2007年　第6節　関学45-7京大　神戸総合運動公園ユニバー記念競技場
- 2008年　第5節　関学43- 0京大　西京極陸上競技場

※この字で書かれている大学はホームチームであることを表す。